# مونولوج

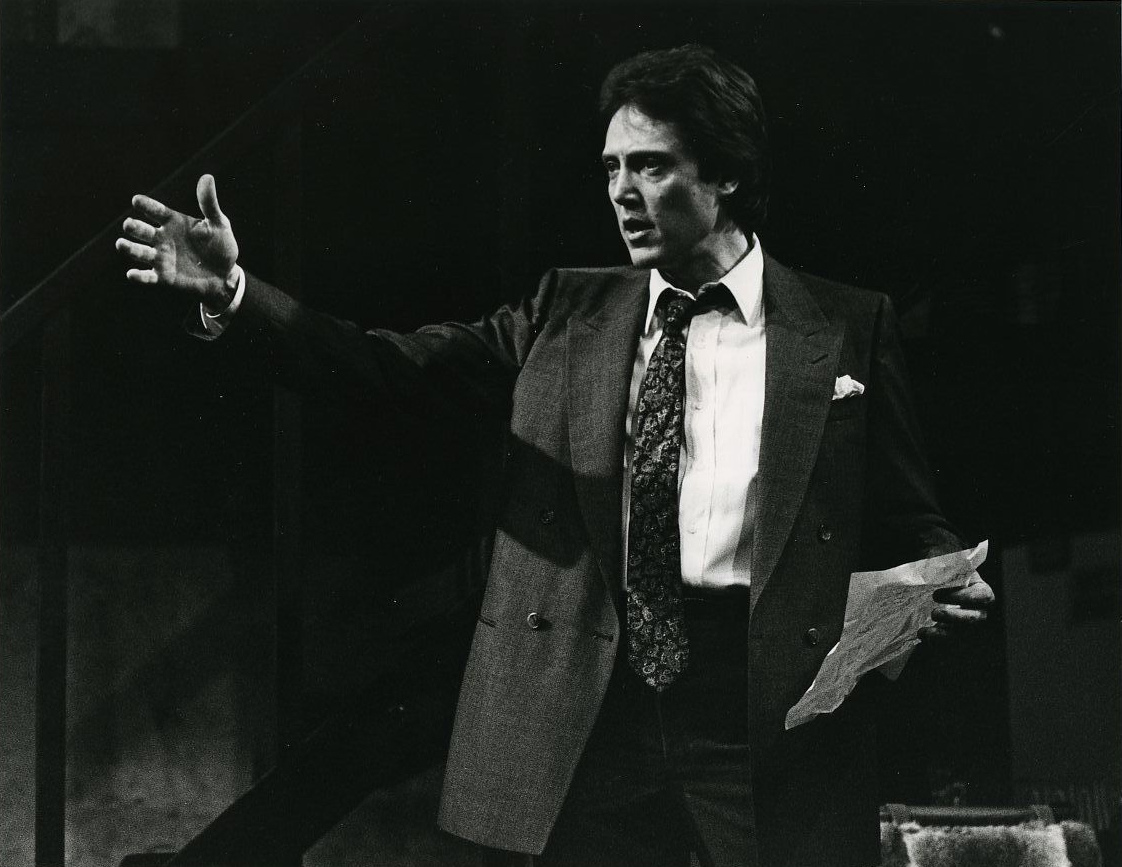

المونولوج أو حديث النفس أو النّجوى هو حوار يوجد في الروايات، ويكون قائما ما بين الشخصية وذاتها أي ضميرها. بمعنى آخر هو الحوار مع النفس، نقول المونولوج هذا المصطلح الذي يطلق على نوع من المسرح ومصدر الكلمة يوناني مونو يعني أحادي ولوجوس تعني خطاب. نعني به شخصا وحيداً يقف على خشبة المسرح ويقدم قطعة صغيرة. أي يقف مسرحي واحد، ويؤدي جميع الشخصيات المختلفة بأسلوب ساخر ومضحك (ليس دائماً).
ومطرب المونولوج يسمى مونولوجست.
ومن امثله المونولوج فريق بيبو

## التاريخ
يعود المونولوج إلى اليونان القديمة حيث كان جزءًا أساسيًّا من المسرح الإغريقي، وغالبًا ما كان يستخدم للكشف عن دوافع الشخصيات أو تقديم معلومات أساسية للجمهور. تطور المونولوج عبر العصور ليأخذ أشكالًا متنوعة في العصور الوسطى وعصر النهضة، حيث ظهر بشكل بارز في مسرحيات شكسبير، مثل مونولوج "أن أكون أو لا أكون" في مسرحية هاملت، والذي يعكس صراعًا داخليًا عميقًا.

## المونولوج في الأدب والمسرح
في الأدب، لا يقتصر المونولوج على المسرحيات فحسب، بل يظهر أيضًا في الروايات والقصص القصيرة والشعر. في هذه الأشكال الأدبية، يُمكن للمونولوج أن يأخذ شكل تيار الوعي، حيث يتم تقديم أفكار الشخصية كما تتدفق في ذهنها بشكل غير منظم، مما يمنح القارئ نظرة عميقة إلى نفسيتها. في المسرح الحديث، تواصل المونولوج التطور، حيث أصبح أداة قوية لاستكشاف الشخصيات المعقدة والقضايا الاجتماعية.
يستخدم العديد من الكتاب المسرحيين المونولوج لعرض وجهات نظر متعددة أو لتقديم خلفيات دراميّة للشخصيات التي لا يمكن تقديمها من خلال الحوار التقليدي. كما أن المونولوج الكوميديّ، الذي يركز على الفكاهة والتعليق الاجتماعي الساخر، له تاريخ طويل في المسرح والمسارح المنفردة.

## المونولوج في الغناء
في عالم الموسيقى والغناء، يمتلك المونولوج مكانة خاصّة، حيث يُعرف بأنه نوع من الغناء يؤدّيه فنان واحد يقف على خشبة المسرح ويقدم أغنية غالبًا ما تكون ذات طابع قصصيّ أو فكاهيّ أو ساخر. يتميز مطرب المونولوج، أو "المونولوجست"، بقدرته على استخدام صوته وتعبيراته الجسدية لتقديم عدة شخصيات أو مواقف مختلفة ضمن الأغنية الواحدة. غالبًا ما يعتمد المونولوج الغنائي على السرد القصصي، مع التركيز على الكلمات التي تحمل معاني عميقة أو مواقف كوميدية. في الوطن العربي، شهد هذا الفن ازدهارًا ملحوظًا مع فنانين تركوا بصمات في هذا المجال، مثل سيد درويش الذي قدم أغانٍ ذات طابع قصصي، وإسماعيل ياسين الذي اشتهر بمونولوجاته الفكاهية، ومحمود شكوكو الذي كان له أسلوبه الخاصّ في تقديم المونولوجات التي تجمع بين الغناء والتمثيل. كما برز العديد من الفنانين الآخرين في مختلف الدول العربية الذين أثّروا بهذا الفن بمساهماتهم.

## أبرز من اشتهر بهذا الفن في الدول العربية
- سامي عبد الحميد العراق
- سيد الملاح من مصر
- أحمد العامر من الكويت
- محمد بكري من فلسطين في مسرحية "المتشائل"
- عبد العزيز الهزاع من السعودية
- محمد السليم فنان شعبي من السعودية
- سعد التمامي رائد المنولوجست في السعودية
- عزيز علي من العراق
- إسماعيل يس من مصر
- سلامة الأغواني من سوريا
- محمود شكوكو من مصر
- فؤاد الشريف من اليمن الديمقراطي
- باسم فغالي من لبنان
- ثريا حلمي من مصر

## التأثير
لا يقتصر تأثير المونولوج على كونه أداة للتعبير الفني فحسب، بل يمتد ليؤثر على المتلقي بشكل مباشر. فعندما يقف فنان المونولوج وحده على خشبة المسرح، فإنه يخلق تواصلًا مباشرًا مع الجمهور، مما يسمح له بنقل الأفكار والمشاعر بطريقة مكثفة ومؤثرة. يمكن للمونولوج أن يكون أداة قوية للنقد الاجتماعي، حيث يستخدم الفنان الفكاهة أو السخرية لتسليط الضوء على القضايا المجتمعية، أو للتعبير عن الذات وكشف الجوانب الخفية للطبيعة البشرية. كما يساهم المونولوج في إثراء التراث الفني والثقافي، حيث يحتفظ بالعديد من القصص والحكايات التي تعكس جوانب من الحياة اليومية والتاريخ للمجتمعات المختلفة.